# Spoidło jąder grzbietowych wstęg bocznych
Spoidło jąder grzbietowych wstęg bocznych, spoidło Probsta (łac. commissura nucleorum dorsalium lemniscorum lateralium) – struktura anatomiczna mózgowia, łącząca jądro grzbietowe wstęgi bocznej (DNLL) z przeciwległym jądrem grzbietowym wstęgi bocznej. DNLL zawierają neurony GABA-ergiczne. Wykazano, że ich farmakologiczna blokada prowadzi do deficytów zdolności lokalizacji dźwięku w przestrzeni, podobny efekt osiągnięto przecinając spoidło Probsta u szczurów.
Nazwa eponimiczna upamiętnia austriackiego neuroanatoma Moriza Probsta, który opisał je jako pierwszy.